# Einzelradaufhängung

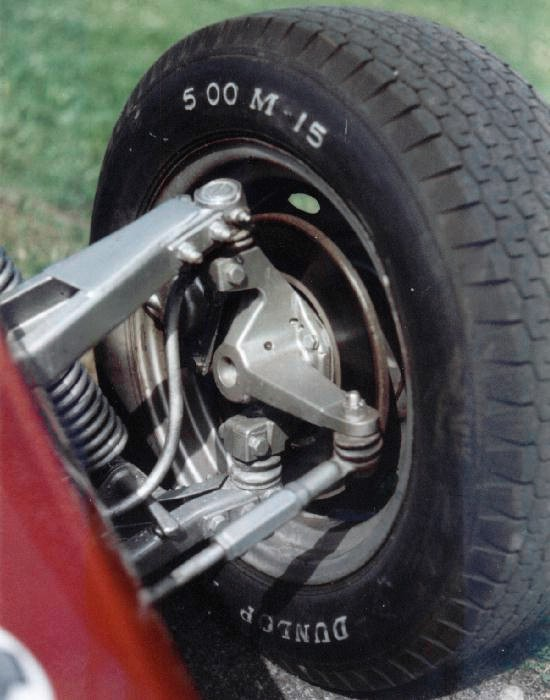
Doppelquerlenkerachse an einem Saab-Rennwagen aus den 1960ern. Die beiden Querlenker sind oberhalb und unterhalb des Radträgers befestigt, im Vordergrund ist die Spurstange zu erkennen, über die die Lenkbewegung auf das Rad übertragen wird. Die Feder (links) ist am unteren Querlenker befestigt.

Die Einzelradaufhängung ist eine Bauart der Radführung, bei der die beiden gegenüberliegenden Räder mehrspuriger Straßenfahrzeuge unabhängig voneinander einfedern können. Sie ist ein Mechanismus mit einem Freiheitsgrad.
Die Unabhängigkeit der Radstellungen und die geringe ungefederte Masse sind Vorteile im Vergleich zur gemeinsamen Radführung mittels Starrachse.

## Entwicklung

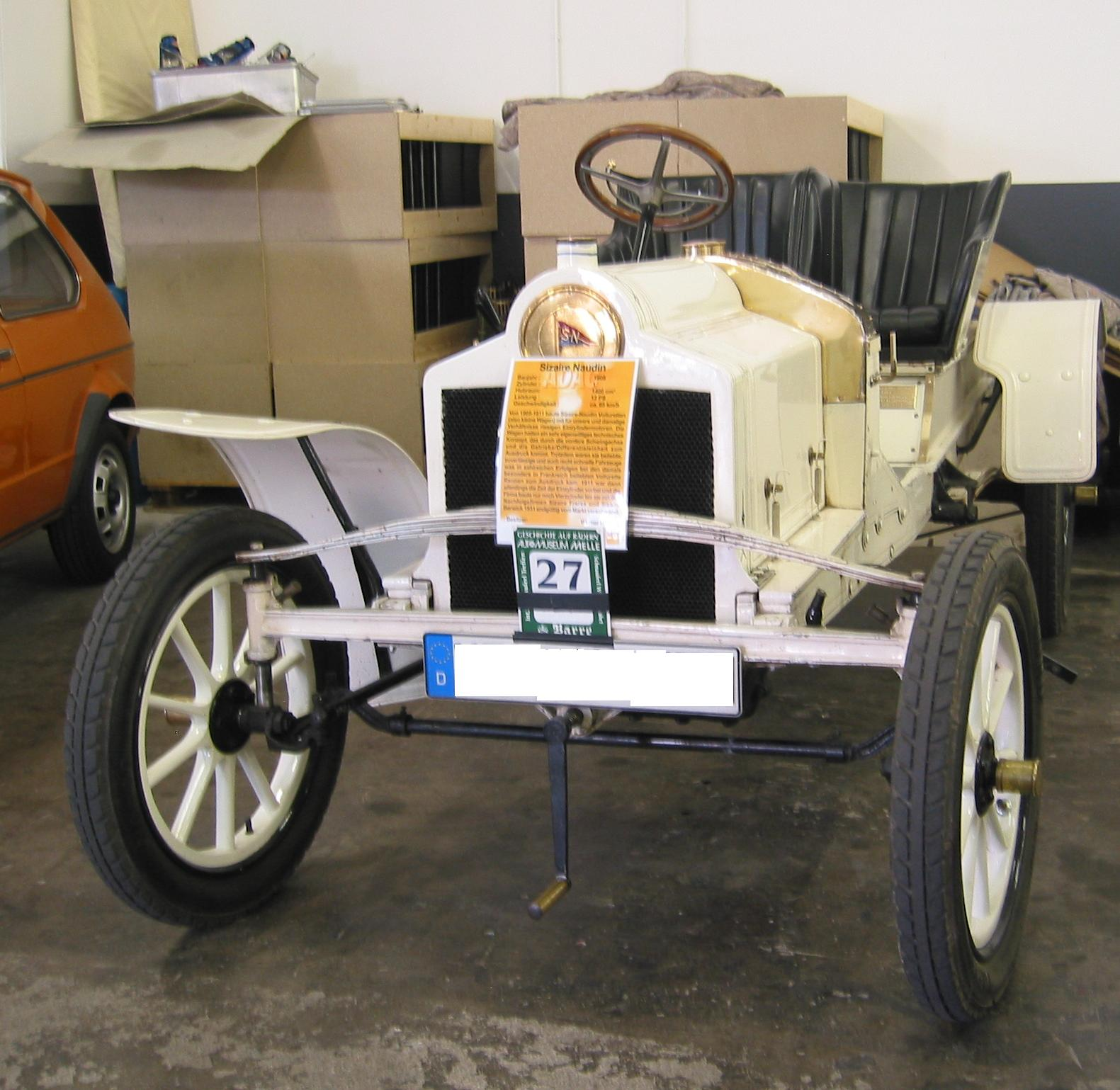
1908 Sizaire-Naudin: Hülsenführung mit Dreh-Schubgelenk und Spurstange

Die älteste bekannte Anwendung einer Einzelradaufhängung ist die an der Vorderachse der l'Obéissante, einem Dampfomnibus von Amédée Bollée (1873). 1897 bauten Joseph Guédon und Gustave Cornilleau eine Voiturette mit einzeln aufgehängten Vorderrädern. Die ab 1898 von Decauville gebauten Automobile hatten ebenfalls eine Einzelradaufhängung mit Hülsenführung: Am Achsschenkel war ein senkrecht stehender Zapfen angebracht, der sich in einer am Fahrgestell befestigten Buchse drehen und auf- und abbewegen konnte und sich an einer quer eingebauten Blattfeder abstützte. Diese Bauart wurde auch von Sizaire-Naudin ab 1906 benutzt. Bei Morgan (ab 1909) stand der Zapfen fest und eine schraubengefederte Hülse bewegte sich mit dem Achsschenkel. Ab 1922 wurde dieses Prinzip von Lancia im Lambda zur Teleskopachse weiterentwickelt, bei der in der Führung ein hydraulischer Dämpfer integriert wurde. 1920 entwickelte Karl Slevogt eine vordere „Schwingachse“, ähnlich der Decauvilles mit verschieblichem Zapfen, aber mit untenliegender Blattfeder, die ab 1921 in alle Apollo-Automobile eingebaut wurde. Edmund Rumplers Tropfenwagen mit Pendelachsen (Schwingachsen) entstand 1921. Ab den 1930er Jahren setzte sich die Vorderradaufhängung an doppelten Dreieckslenkern durch (teilweise übernahm eine Querblattfeder die Funktion einer der beiden Lenker an jedem Vorderrad). Aus dieser Zeit ist auch die Aufhängung an Längsschwingen bekannt. (André Dubonnet)

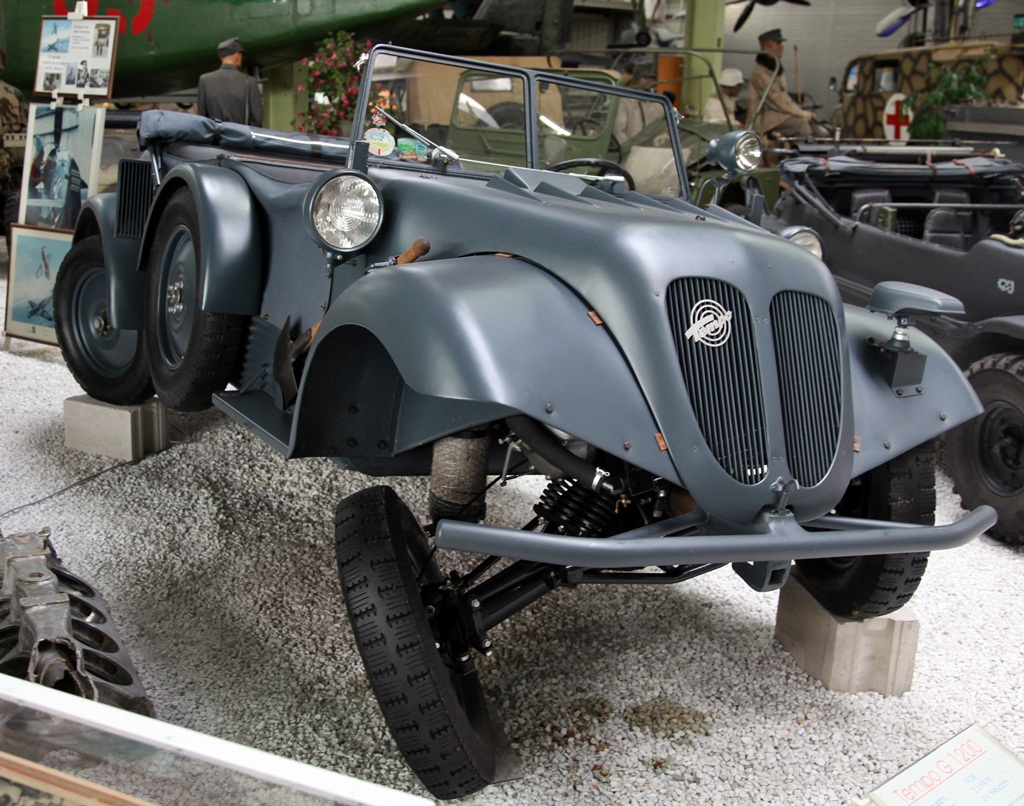
Der geländegängige Tempo G 1200 (1936) mit Pendelachse

Das MacPherson-Federbein (benannt nach seinem Erfinder) gibt es seit 1950; es ist seit langem die an der Vorderachse am häufigsten benutzte Einzelradaufhängung. 1982 kam die „Raumlenkerachse“ mit fünf Lenkern auf, die in unterschiedlichen Bauformen und unter verschiedenen Namen verwendet wird („Multi-Link-Achse“, „Fünflenkerachse“ oder „Vierlenkerachse“ mit zwei zusammengefassten Lenkern).

## Bauarten an der Vorderachse
Da bei allen Radaufhängungen zusätzlich eine Spurstange erforderlich ist, wird diese im Folgenden nicht explizit erwähnt.
Unmittelbare Verbindung zwischen Radträger und Aufbau:
- die vordere Pendelachse war früher bei Kleinwagen (Beispiel: Goggomobil), sonst nur an allradgetriebenen Baustellen- und Geländefahrzeugen zu finden. Das Rad wird um eine Drehachse in Längsrichtung geschwenkt, was sich in erheblichen Sturz- und Spurweitenänderungen auswirkt.[7]
- bei der Schwinge dreht sich der Radträger beim Federn um eine quer liegende Achse – zum Lenken wird entweder die Schwinge mit Lagerung, Feder und Stoßdämpfer um eine annähernd senkrechte Achse geschwenkt (Dubonnet-Federknie, Beispiel: BMW Isetta) oder sie trägt an ihrer Spitze das auf dem Achsschenkel schwenkbar gelagerte Rad. Dann verändert sich der Nachlauf beim Einfedern erheblich, z. B. bei der Längslenkerachse des Citroën 2CV.
- Der Kleintransporter Barkas B 1000 hatte eine gelenkte Schräglenkerachse.
- Hülsenführung, Teleskopachse. Anbindung durch ein Drehschubgelenk.

Aufhängungen an Lenkern:

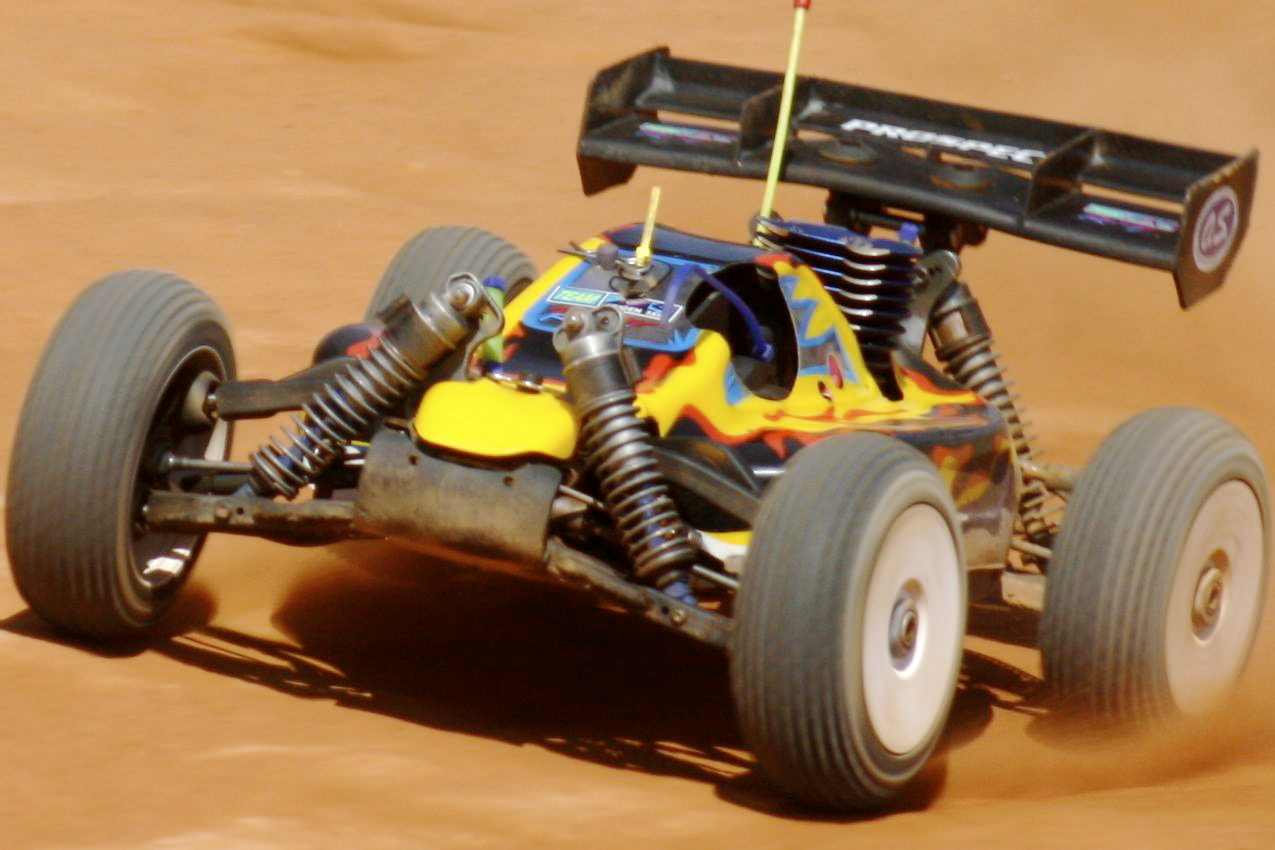
Modellauto mit doppelten Querlenkern und Feder-Dämpferelementen.

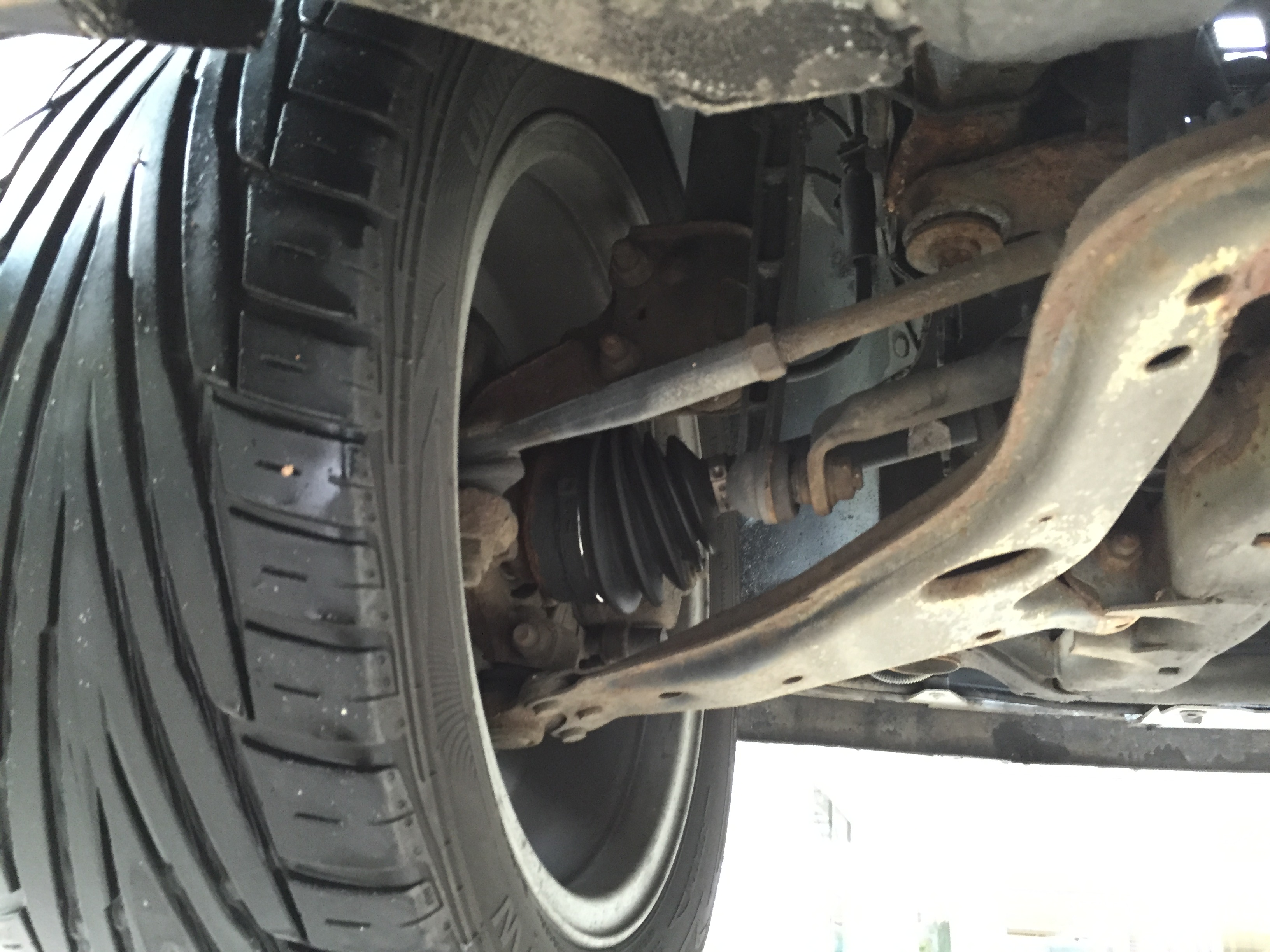
Federbeinachse und Vorderradantrieb eines Opel Astra G; die Antriebswelle ist hinter dem Stabilisator nur schlecht erkennbar.

- Doppelquerlenkerachse mit quer angeordneten Dreieckslenkern. Meistens ist der obere Lenker kürzer als der untere, damit sich beim Einfedern die Spurweite nicht zu sehr ändert. Sie können mit Schrauben-, Blatt- oder Drehstabfedern kombiniert werden. Sie wird in gehobenen Fahrzeugklassen und bei Sport- und Nutzfahrzeugen verwendet. Mitunter erfüllte in der Vergangenheit eine obere Querblattfeder die Funktion des oberen Querlenkers (Beispiele: Trabant, Wartburg 311, Panhard 24, Ford P4).
- Doppellängslenkerachse, vom Erfinder Ferdinand Porsche als Kurbellenkerachse bezeichnet, mit längs angeordneten Kurbellenkern. Sie bilden mit dem Achsschenkel ein Parallelogramm, so dass beim Federn der Nachlauf konstant bleibt. Beispiele sind der Auto-Union-Rennwagen, Porsche 356, VW Käfer, Healey Silverstone, Amphicar, Saporoshez, Saab 92. Typisch, aber nicht immer verwendet sind hier Drehstabfedern.
- Selten gab es unten quer und oben längs (oder leicht angestellt) eingebaute Dreieckslenker (Beispiele: Rover P6, Glas 1004).
- Die Federbeinachse mit MacPherson-Federbeinen ist heute bei Pkw die meistverwendete Bauart und vereint Federung (Schraubenfeder), Dämpfung und Radführung in einem Bauteil. Ein unterer Dreiecksquerlenker führt das Rad gemeinsam mit dem Federbein, das fest mit dem Achsschenkel (Radträger) verbunden ist. Selten wurde hierbei stattdessen ein Schräg- oder Längslenker verwendet (Beispiel: Tatra 603).
- Mehrlenkerachse als Sammelbezeichnung für eine Vielzahl unterschiedlicher Ausführungen mit vier oder fünf Lenkern, darunter die Vierlenkerachse.

## Bauarten an der Hinterachse
Es waren oder sind verschiedene Bauarten gebräuchlich:
Aufhängungen, bei denen der Radträger direkt gelenkig mit dem Chassis verbunden ist:
- Pendelachse. Bei dieser federn die pendelnd befestigten Halbachsen in der senkrechten Querebene des Fahrzeugs nach oben und nach unten ein und aus. Bei angetriebenen Achsen sind sie über Kreuz- oder homokinetische Gelenke mit dem Differentialgetriebe verbunden, das starr am Fahrzeugkörper befestigt ist (zum Beispiel VW Käfer). Nachteil der Pendelachse ist eine große Sturzänderung sowie ein zu hohes Momentanzentrum.
- Längslenkerachse, Schräglenkerachse, früher von Mercedes als Diagonalpendelachse bezeichnet oder bei BMW über ein Drehschubgelenk mit zusätzlichem Stablenker als „Schraublenker-Hinterachse“.
- sphärische Doppelquerlenker-Achse: Der Radträger ist über einen Ausleger mit Kugelgelenk (Gummilager) am Wagenkörper abgestützt und wird von zwei Querlenkern seitlich geführt.  Bei der Corvette „Sting ray“ von 1963 diente die Antriebswelle als oberer Querlenker.[8] Bei BMW wird dieser Achstyp als Zentrallenkerachse bezeichnet.[9][10]

Die Aufhängung an Lenkern:
- Trapezlenker-Aufhängung: Wird ein Querlenker als „Trapezlenker“ ausgeführt, um das Rad um die Hoch- und Querachse zu führen, ist nur ein weiterer Stablenker erforderlich. Bei der unter anderem im Jaguar E-Type verwendeten „Jaguar IRS“ (independent rear suspension) war das die Antriebswelle. Durch einen zusätzlichen Längslenker war die Achse kinematisch überbestimmt, bot bei der Auslegung aber mehr Möglichkeiten. Bei der im Porsche 928 verwendeten, auch als „Weissach-Achse“ bekannten spurkorrigierenden Radaufhängung ist die Lagerung der Trapezlenker elastisch und so angeordnet, dass das Rad unter Bremskraft in Vorspur geht, um die Lastwechselreaktion in Kurven zu vermindern.
- Doppelquerlenkerachse, auch mit radführenden Querblattfedern. Im Rennsport dient der zusätzliche Stablenker zur Abstützung der Längskräfte.[11]
- Schwertlenkerachse: Der Radträger ist über einen biegeweichen Ausleger mit Kugelgelenk (Gummilager) am Wagenkörper abgestützt und wird von drei Querlenkern seitlich geführt.[12]
- Mehrlenkerachse: Sammelbegriff für eine Vielzahl unterschiedlicher Konstruktionen mit vier bis fünf Lenkern. Beispiel ist die Raumlenkerachse mit fünf Lenkern. Bei ihr lassen sich Anlenkpunkte, Lenkerlängen und Gelenksteifigkeiten so auslegen, dass die Räder in Längs- und Querrichtung  komfortabel nachgeben, wobei Vorspur und Sturz sich in erwünschter Weise bei Belastung ändern.

Bei der Aufhängung an MacPherson-Federbeinen oder Dämpferbeinen können die Lenker in verschiedener Weise angeordnet sein: zwei parallele Querlenker und ein Längslenker bei der Camuffo-Hinterachse, ein diagonaler Dreieckslenker und ein Querlenker (die Antriebswelle) bei der Chapman-Achse und noch weitere Bauformen.